# اشقل
جعبه اطلاعات روستای ایران
|نام‌رسمی= اشقل (تفرش)
|روی‌نقشه=GHGJ+2M اشقل‎، استان مرکزی
|عرض‌جغرافیایی,49.581646
|طول‌جغرافیایی34.525020
|استان=مرکزی
|شهرستان=تفرش
|بخش= بخش فراهان
|دهستان=فرمهین
</نام‌محلی= اشقل
<>|</>نام‌های‌دیگر=در زبان قوم ماد ،اشقل به معنی اسب یال قرمز یا مادیان سفید با یال قرمزست.|سال‌بنیاد = قوم ماد جمعیت= 100 نفر
|رشدجمعیت=0
|تراکم‌جمعیت=
|زبان=فارسی 
|مساحت=
|ارتفاع=
|میانگین‌دما=
|میانگین‌بارش‌سالانه=
|شمارروزهای‌یخبندان=
|کد آماری    =۰۰۱۱۰۵
|ره‌آورد=
|پیش‌شماره=0863
|وب‌گاه=
|جمله‌خوشامد=
|پانویس=
}}
اشقل (تفرش)، روستایی از توابع بخش فراهان شهرستان تفرش در استان مرکزی ایران است.

## جمعیت
این روستا در دهستان فرمهین قرار دارد و براساس سرشماری مرکز آمار ایران در سال ۱۳۸۵، جمعیت آن ۱۲۵ نفر (۴۰خانوار) بوده‌است.